# José Ferreira Bossa
José Silvestre Ferreira Bossa GOC (Moura, Safara, 20 de Julho de 1894 — 14 de Fevereiro de 1970) foi governador da Índia Portuguesa e Ministro das Colónias de um dos governos do Estado Novo.
Foi filho de Eufrázio Caetano Bossa e de sua mulher Maria Ferreira.
A 30 de Abril de 1946 foi feito Grande-Oficial da Ordem Militar de Nosso Senhor Jesus Cristo.